# 1969

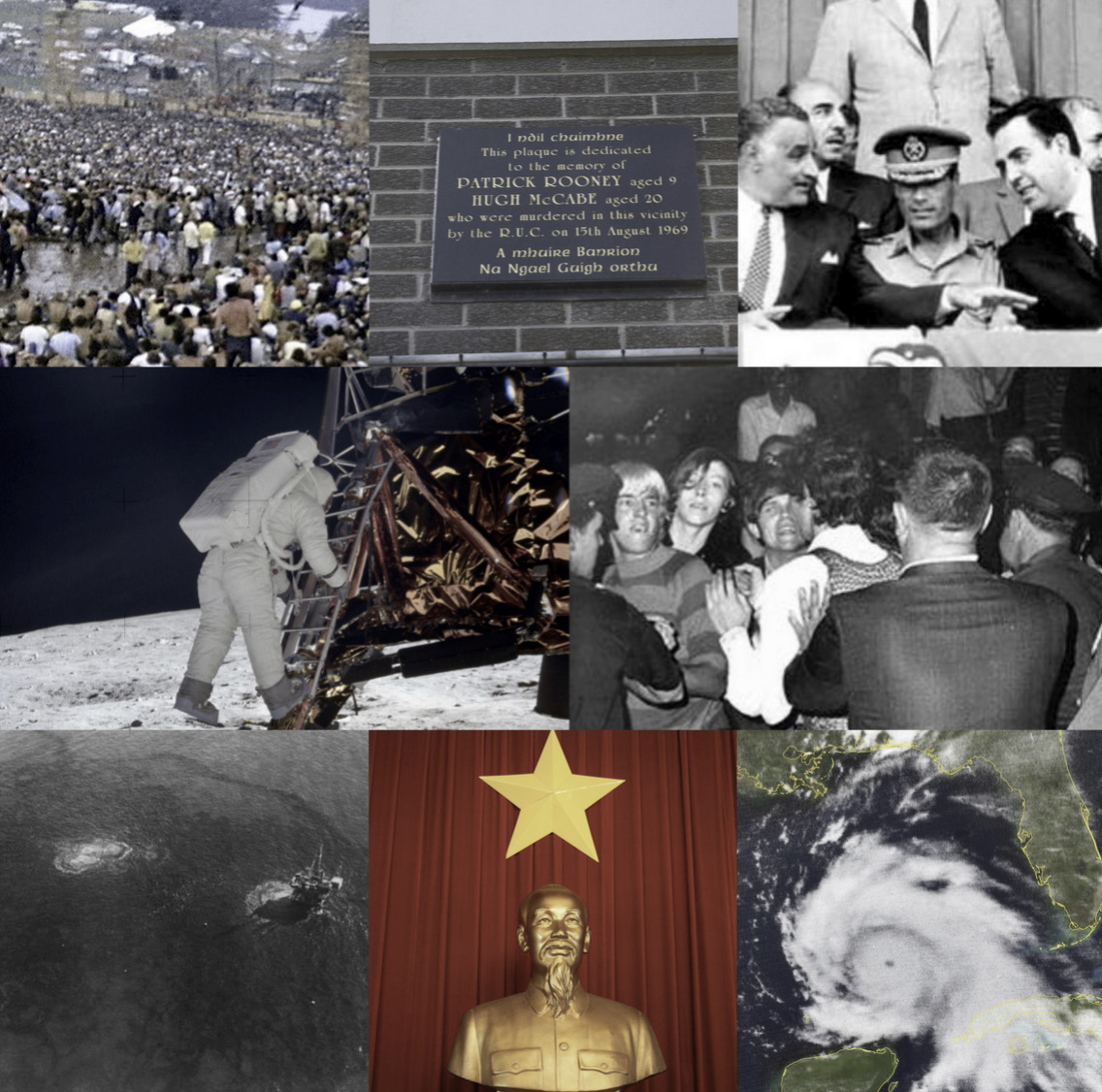
Theo chiều kim đồng hồ từ bên trái: Hội chợ Âm nhạc và Nghệ thuật Woodstock được tổ chức tại Bethel, New York; Tấm bảng tưởng niệm những nạn nhân trong cuộc bạo loạn tại Bắc Ireland, khởi đầu cho giai đoạn xung đột tại đây; Muammar al-Gaddafi lên nắm quyền ở Libya sau cuộc đảo chính tại đây; Cuộc bạo loạn Stonewall của những người đồng tính mở đầu cho phong trào giải phóng sau này; Bão Camille trở thành cơn bão nhiệt đới mạnh nhất đổ bộ vào Hoa Kỳ khiến 259 người thiệt mạng; Một bức tượng của chủ tịch Hồ Chí Minh, người đã ra đi vào ngày 2 tháng 9; Một Sự cố tràn dầu khiến nhiều sinh vật chết ngoài khơi California; Neil Armstrong và Buzz Aldrin trở thành những người đầu tiên đặt chân lên Mặt Trăng trong sứ mệnh Apollo 11.

1969 (MCMLXIX) là một năm thường bắt đầu vào Thứ tư của lịch Gregory, năm thứ 1969 của Công nguyên hay của Anno Domini, the năm thứ 969  của thiên niên kỷ 2, năm thứ 69  của thế kỷ 20, và năm thứ  10  và cuối cùng của thập niên 1960. 

## Sự kiện

### Tháng 1
- 1 tháng 1: Hãy đợi đấy! chính thức lên sóng.
- 2 tháng 1: Ông trùm truyền thông Úc Rupert Murdoch mua lại News of the World.[1][2][3]
- 3 tháng 1: Ifni được Chính phủ Tây Ban Nha trả về cho vương quốc Ma Rốc. Trước khi được trao trả, vùng đất này là một tỉnh của Tây Ban Nha, nằm phía Bắc Ma Rốc, án ngữ phía Nam eo biển Gibraltar với diện tích 1.502 km2.
- 20 tháng 1: Richard Nixon tuyên thệ nhậm chức tổng thống Hoa Kỳ.[4]

### Tháng 3
- 2 tháng 3: Trung Quốc và Liên Xô đụng độ quân sự tại đảo Trân Bảo
- 16 tháng 3: Chuyến bay 742 của Viasa đâm vào một khu phố ở Maracaibo, Venezuela, ngay sau khi cất cánh tới Miami; Tất cả 84 người trên máy bay phản lực DC-9 đều thiệt mạng cùng với 71 người trên mặt đất.[5]

### Tháng 4
- 3 tháng 4: Thánh lễ Phaolô VI được Đức Giáo Hoàng ban hành trong Giáo hội Công giáo.[6]

### Tháng 5
- 13 tháng 5: Tại Malaysia bùng phát bạo lọan.
- 25 tháng 5: Tại Sudan xảy ra binh biến quân sự.

### Tháng 6
- 6 tháng 6: Thành lập chính phủ cách mạng lâm thời Cộng hòa Miền Nam Việt Nam

### Tháng 7
- 20 tháng 7: Buzz Aldrin đặt chân lên Mặt Trăng

### Tháng 8
- 2 tháng 8: Tổng thống Hoa Kỳ Richard Nixon đến thăm România, trở thành tổng thống đương nhiệm đầu tiên của Hoa Kỳ đến thăm một quốc gia cộng sản kể từ khi bắt đầu Chiến tranh Lạnh.[7]

### Tháng 9
- 6 tháng 9: The Pink Panther Show chính thức lên sóng

### Tháng 10
- 20 tháng 10: Nghiên cứu thực nghiệm cho thấy proton được cấu thành từ những hạt nhỏ hơn, bằng chứng đầu tiên về quark, được công bố.[8]

### Tháng 12
- 18 tháng 12: Anh bãi bỏ tử hình

## Sinh

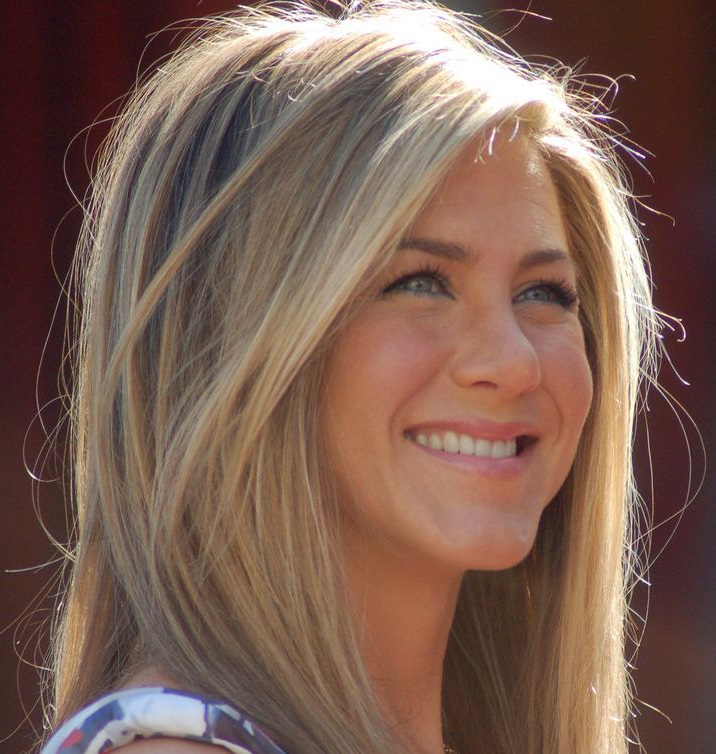
Jennifer Aniston

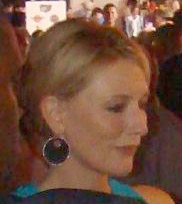
Cate Blanchett

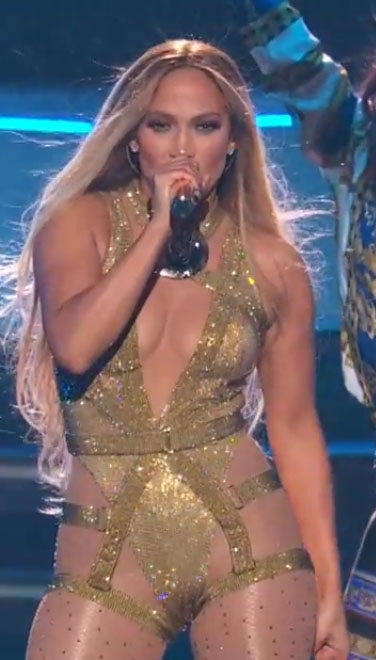
Jennifer Lopez

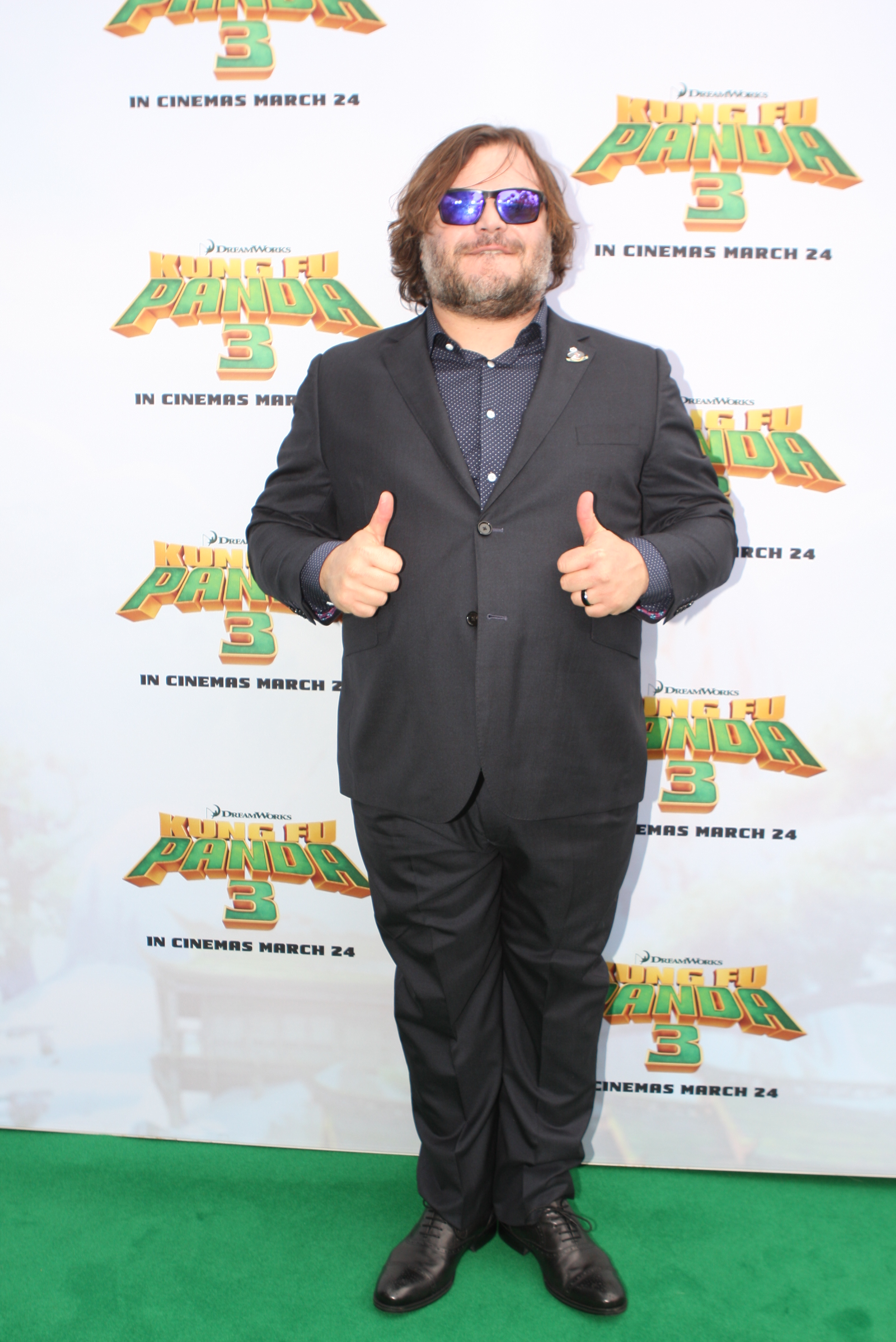
Jack Black

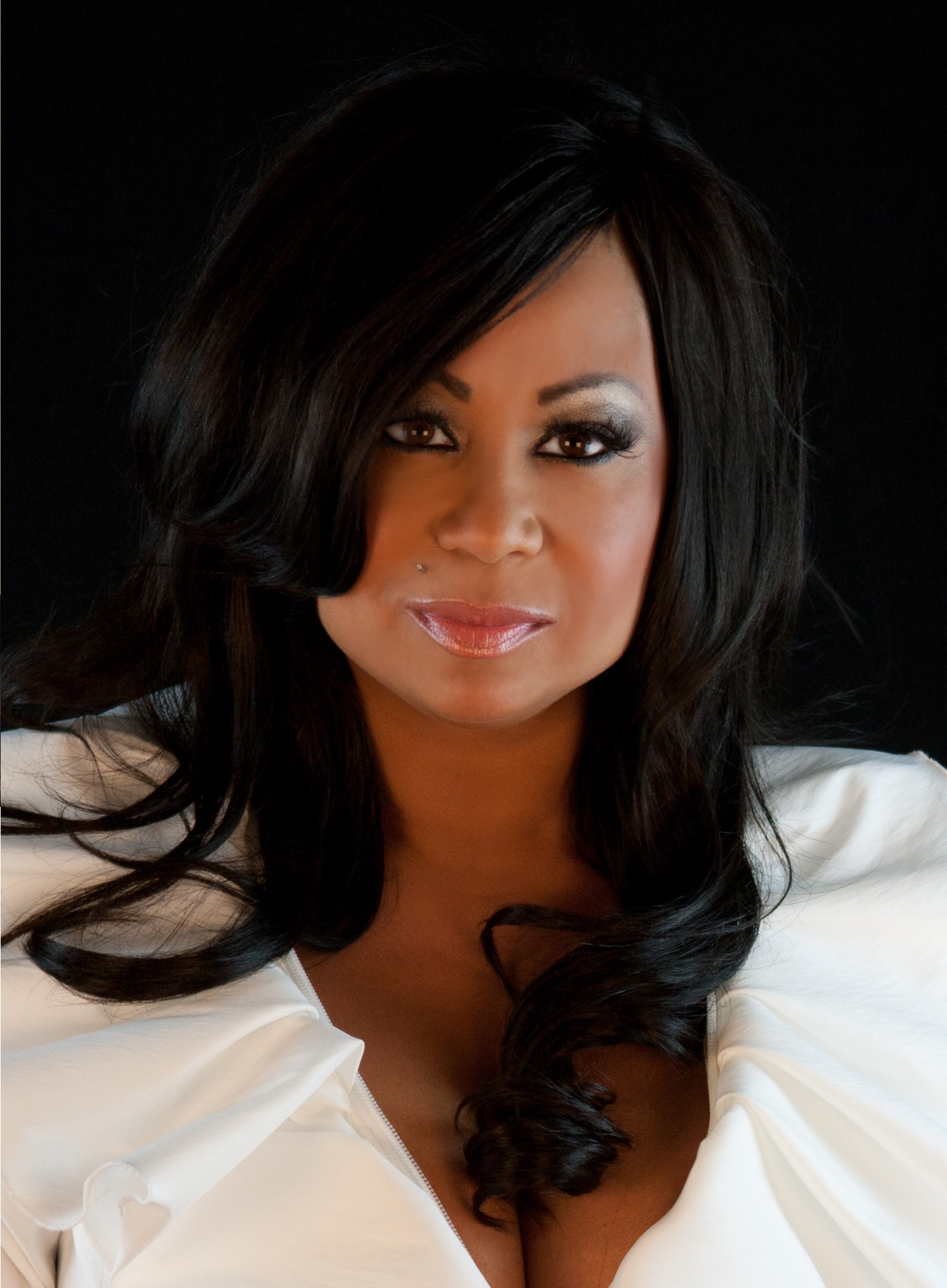
Cece Peniston

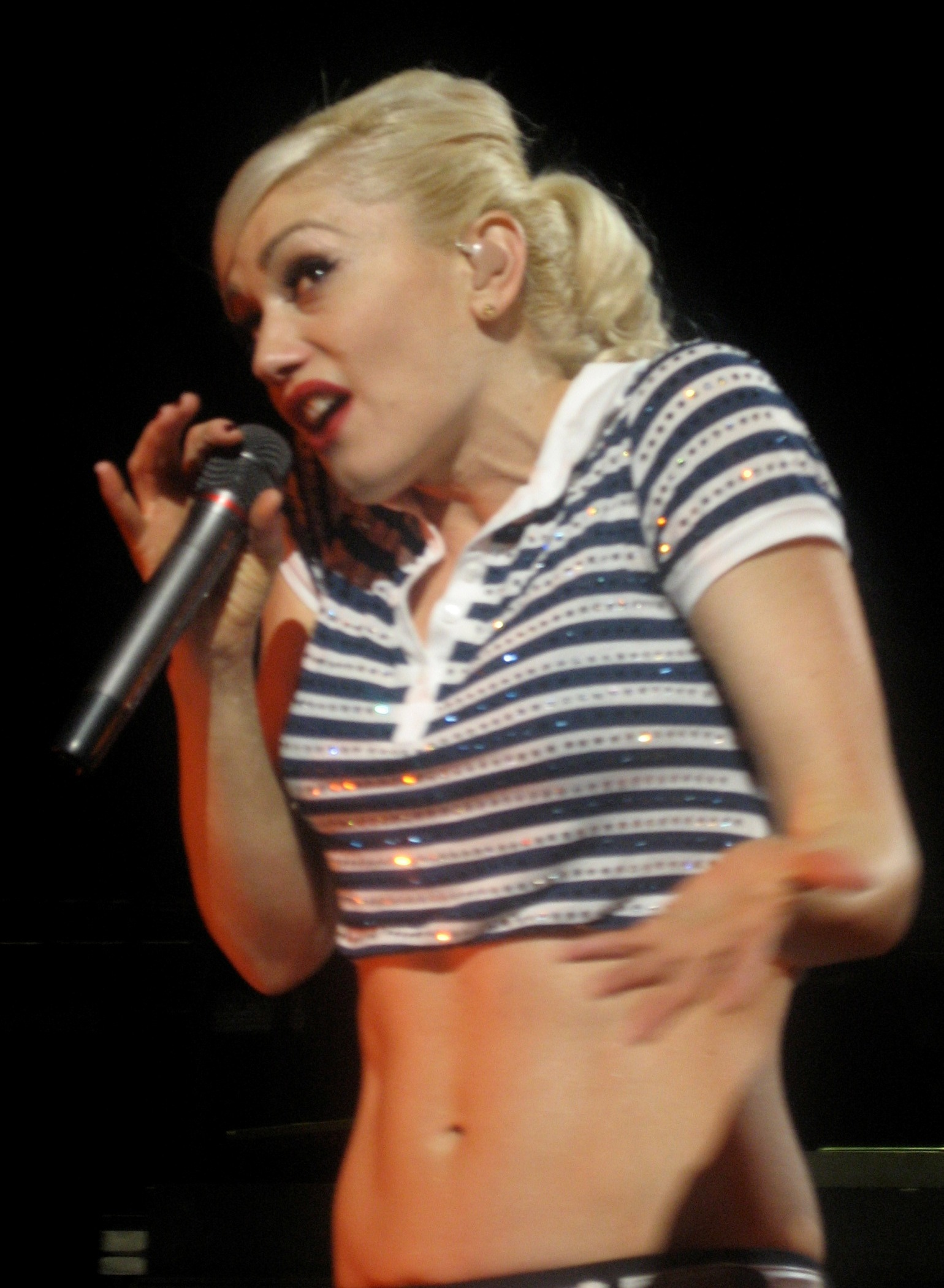
Gwen Stefani

### Tháng 1
- 5 tháng 1 - Marilyn Manson, nam ca sĩ người Mỹ
- 27 tháng 1 - Cao Thắng Mỹ, ca sĩ nhạc pop người Đài Loan
- 28 tháng 1 - Viên Văn Kiệt, diễn viên, người dẫn chương trình, người mẫu Hồng Kông

### Tháng 2
- 2 tháng 2 - Bành Linh (nữ ca sĩ Hồng Kông)
- 6 tháng 2 - Fukuyama Masaharu (ca sĩ Nhật Bản)
- 11 tháng 2 - Jennifer Aniston (diễn viên Mỹ)
- 21 tháng 2 - Vũ Hà, ca sĩ người Việt Nam
- 22 tháng 2 - Lý Hùng, diễn viên và ca sĩ người Việt Nam
- 24 tháng 2 - Ngũ Vịnh Vy (nữ diễn viên, ca sĩ Hồng Kông)

### Tháng 3
- 20 tháng 3 - Trương Khả Di (diễn viên Hồng Kông)
- 25 tháng 3 - Cathy Dennis (ca sĩ Anh)

### Tháng 4
- 18 tháng 4 - Kuroda Sayako (con thứ ba của Thiên hoàng Akihito với Hoàng hậu Michiko)
- 25 tháng 4 - Renée Zellweger (nữ diễn viên người Mỹ)
- 27 tháng 4 - Lý Dực Quân (nữ ca sĩ người Đài Loan)
- 28 tháng 4 - Thoại Mỹ (nghệ sĩ cải lương Việt Nam)

### Tháng 5
- 10 tháng 5 - Dennis Bergkamp (Cựu cầu thủ bóng đá người Hà Lan)
- 14 tháng 5 - Cate Blanchett (diễn viên Australia)
- 25 tháng 5 - Anne Heche, (diễn viên Mỹ) (m. 2022)

### Tháng 6
- 14 tháng 6 - Steffi Graf (vận động viên quần vợt người Đức)
- 19 tháng 6 - Thanh Lam (ca sĩ người Việt Nam)
- 20 tháng 6 - Paulo Bento (cầu thủ bóng đá Bồ Lào Nha)

### Tháng 7
- 11 tháng 7 - Đào Triết (nhạc sĩ, ca sĩ và nhà sản xuất nhạc pop người Đài Loan)
- 24 tháng 7 - Jennifer Lopez (ca sĩ Hoa Kỳ)
- 28 tháng 7 - Quyền Linh (diễn viên điện ảnh, diễn viên hài, nghệ sĩ kịch nói, người dẫn chương trình người Việt Nam)

### Tháng 8
- 6 tháng 8 - Elliott Smith (ca sĩ, nhạc sĩ người Mỹ) (m. 2003)
- 8 tháng 8 - Vương Phi (nữ ca sĩ, nhạc sĩ Hồng Kông gốc Trung Quốc)
- 15 tháng 8 - Trịnh Gia Dĩnh (diễn viên, ca sĩ Hồng Kông)
- 18 tháng 8 - Edward Norton (diễn viên, đạo diễn, nhà sản xuất phim người Mỹ)
- 19 tháng 8 - Nate Dog (rapper người Mỹ) (m. 2011)
- 28 tháng 8 - Jack Black (diễn viên Mỹ)

### Tháng 9
- 5 tháng 9 - Dweezil Zappa (ca sĩ, diễn viên Mỹ)
- 6 tháng 9 - Cece Peniston (ca sĩ Mỹ)
- 12 tháng 9 - Minh Thuận (ca sĩ, diễn viên người Việt Nam) (m. 2016)
- 15 tháng 9- Viên Khiết Doanh (nữ diễn viên, ca sĩ nổi tiếng người Hồng Kông )
- 20 tháng 9 - Hoàng Ất Linh (ca sĩ nhạc pop người Đài Loan)

### Tháng 10
- 3 tháng 10 - Gwen Stefani, ca sĩ, người viết bài hát, nhà thiết kế thời trang, nữ diễn viên người Mỹ
- 7 tháng 10 - Trần Hạo Dân (nam diễn viên, ca sĩ nổi tiếng người Hồng Kông gốc Trung Quốc)
- 22 tháng 10 - Helmut Lotti (ca sĩ, nhạc sĩ nổi tiếng người Bỉ)

### Tháng 11
- 2 tháng 11 - Thanh Thanh Hiền (nghệ sĩ cải lương Việt Nam)
- 10 tháng 11
  - Jens Lehmann (cầu thủ bóng đá Đức)
  - Peter Craig (tiểu thuyết gia, nhà biên kịch người Mỹ)
- 27 tháng 11 - Quách Khả Doanh (nữ diễn viên, ca sĩ nổi tiếng người Hồng Kông gốc Trung Quốc)

### Tháng 12
- 4 tháng 12 - Jay-Z, rapper, doanh nhân người Mỹ
- 11 tháng 12 - Dayanand Shetty, nam diễn viên người Ấn Độ
- 16 tháng 12 - Lôi Quân, doanh nhân người Trung Quốc, là nhà sáng lập của Xiaomi Inc.
- 18 tháng 12 - Hoài Linh, Diễn viên hài, NSUT Việt Nam
- Phước Sang, diễn viên, đạo diễn Việt Nam
- Thanh Hà, ca sĩ người Mỹ gốc Việt

## Mất

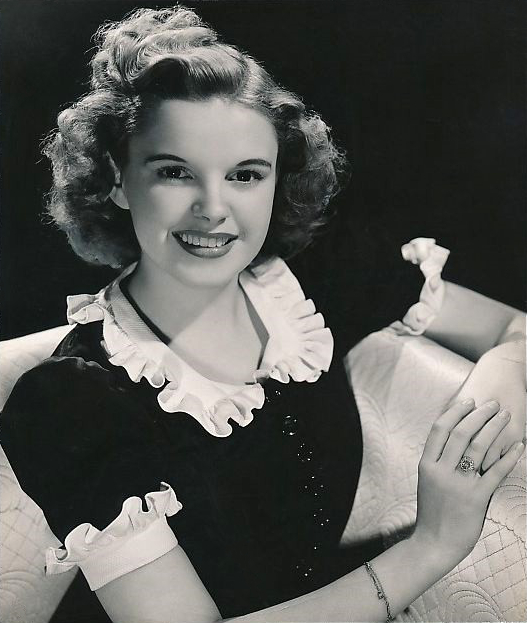
Judy Garland

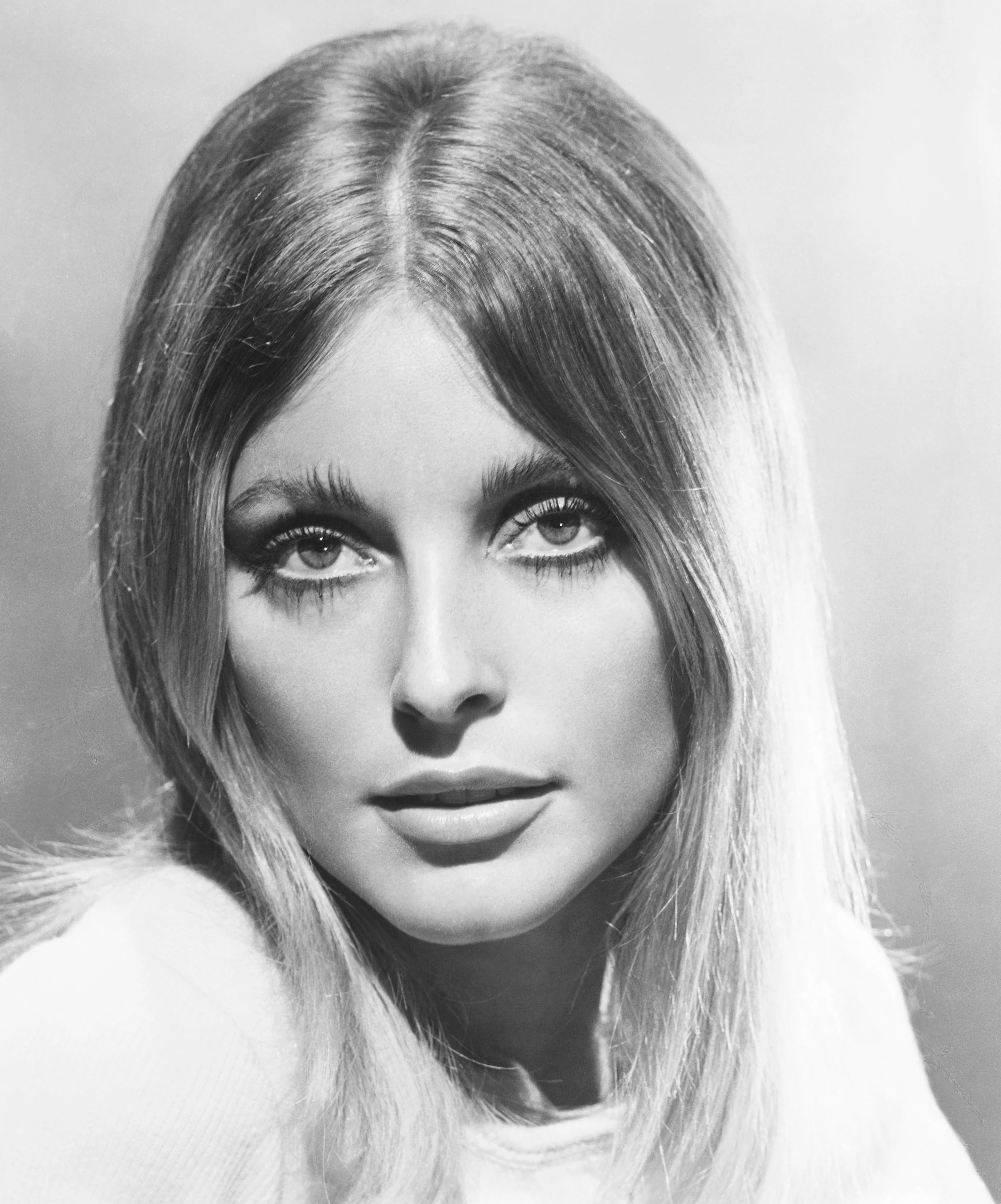
Sharon Tate

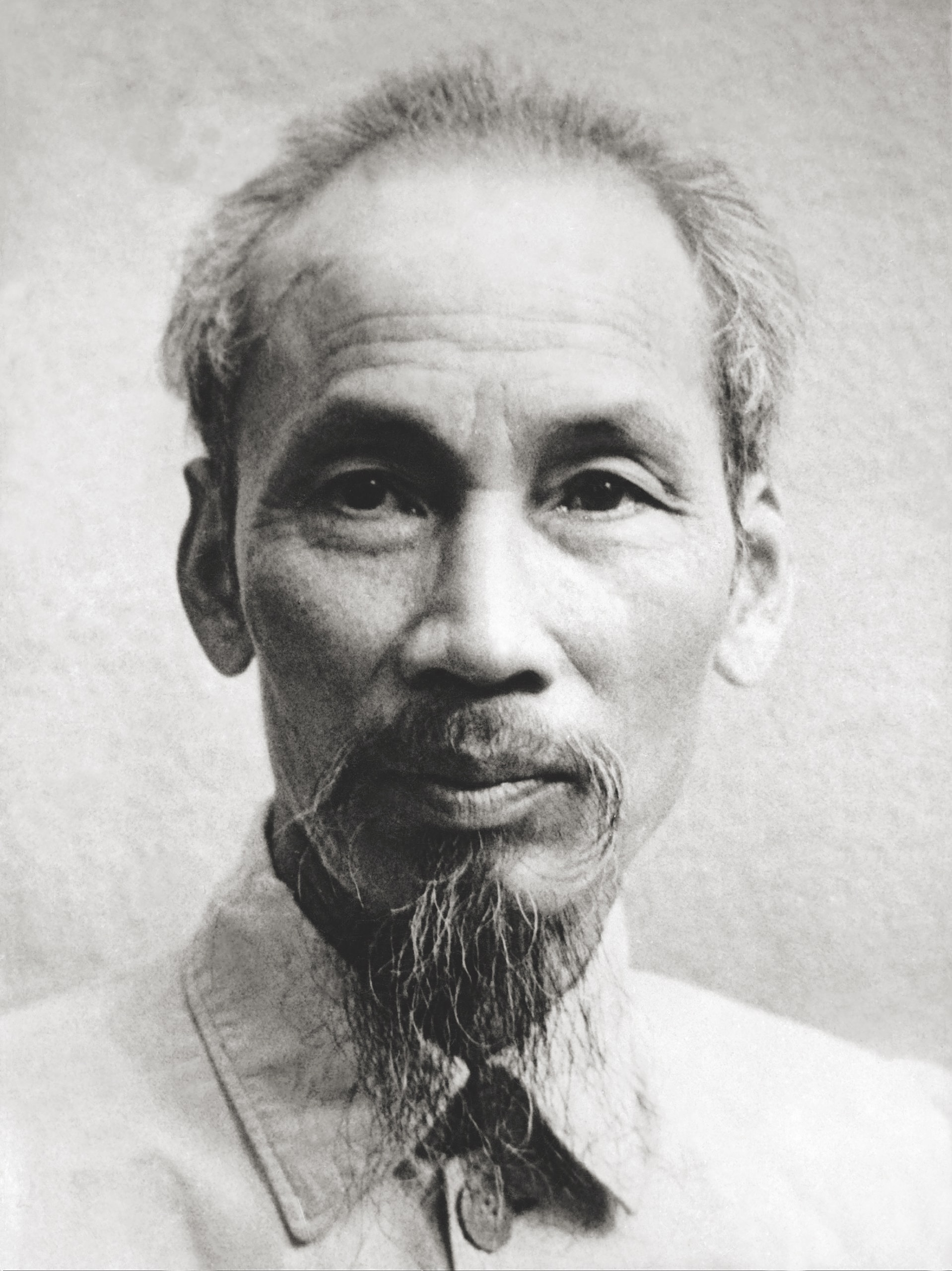
Hồ Chí Minh

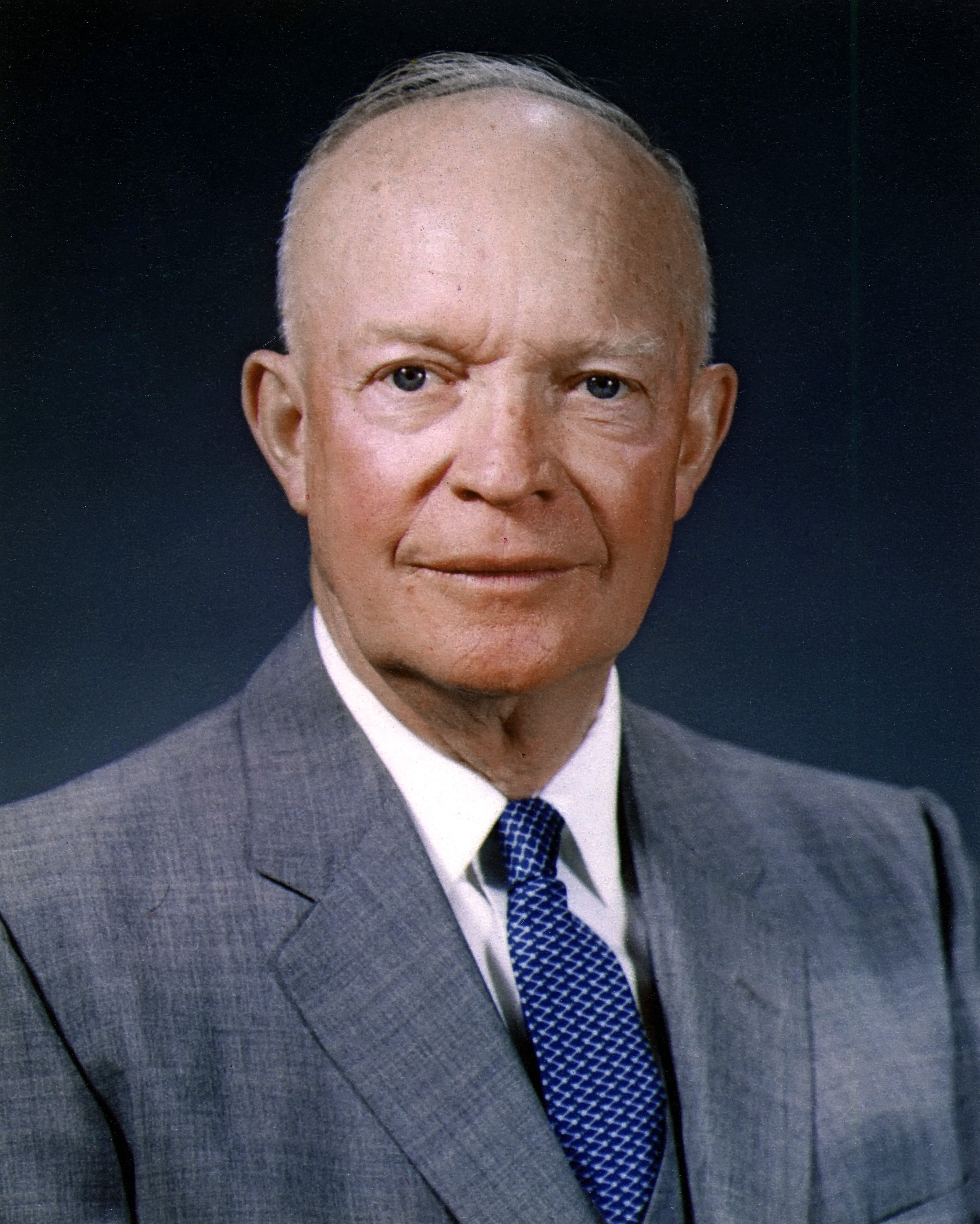
Dwight Eisenhower

- 30 tháng 1 - Lý Tông Nhân, cựu chủ tịch của Trung Hoa Dân Quốc (s. 1891)
- 26 tháng 2 - Levi Eshkol, cựu Thủ tướng Israel (s. 1895)
- 28 tháng 3 - Dwight Eisenhower, cựu Tổng thống Hoa Kỳ (sinh 1890)
- 9 tháng 6 - Hạ Long, một nguyên soái và là phó thủ tướng của Cộng hòa Nhân dân Trung Hoa (s. 1896)
- 20 tháng 6 - Vjekoslav Luburić, phát xít Croatia, nguyên quản lý hệ thống trại tập trung của Nhà nước Độc lập Croatia bị mật vụ Nam Tư ám sát (s. 1914)
- 22 tháng 6 - Judy Garland, diễn viên Mỹ (sinh 1922)
- 3 tháng 7 - Brian Jones, người sáng lập ban nhạc The Rolling Stones (sinh 1942)
- 5 tháng 7 - Walter Gropius, kiến trúc sư người Đức và người sáng lập trường phái Bauhaus (s. 1883)
- 9 tháng 8 - Sharon Tate, diễn viên Mỹ (sinh 1943)
- 25 tháng 8 - Harry Hammond Hess, nhà địa chất học, sĩ quan hải quân Hoa Kỳ trong chiến tranh Thế giới thứ hai.
- 25 tháng 9 - Chuon Nath, Giáo sư, Đại văn hào, Quyền trưởng Bộ Giáo dục, Viện chủ chùa Ounalom, Tăng hoàng  Campuchia (sinh ngày 11 tháng 3 năm 1883)
- 2 tháng 9 (lúc công bố là 3 tháng 9 năm 1969) - Hồ Chí Minh, lãnh tụ Đảng Cộng sản Việt Nam, Chủ tịch nước đầu tiên của Việt Nam Dân chủ Cộng hoà  Việt Nam (sinh 19 tháng 5 năm 1890)
- 12 tháng 11: Lưu Thiếu Kỳ, chủ tịch Trung Quốc (s. 1898)

## Giải Nobel
- Hóa học - Derek Harold Richard Barton, Odd Hassel
- Văn học - Samuel Beckett
- Hòa bình - Tổ chức Lao động Quốc tế (International Labour Organization - ILO)
- Vật lý - Murray Gell-Mann
- Y học - Max Delbrück, Alfred Hershey, Salvador Luria
- Kinh tế - Ragnar Frisch, Jan Tinbergen